# Hans Moritz von Hauke
Il Conte Hans Moritz von Hauke (Seifersdorf, 26 ottobre 1775 – Varsavia, 29 novembre 1830) è stato un militare tedesco.

## Biografia

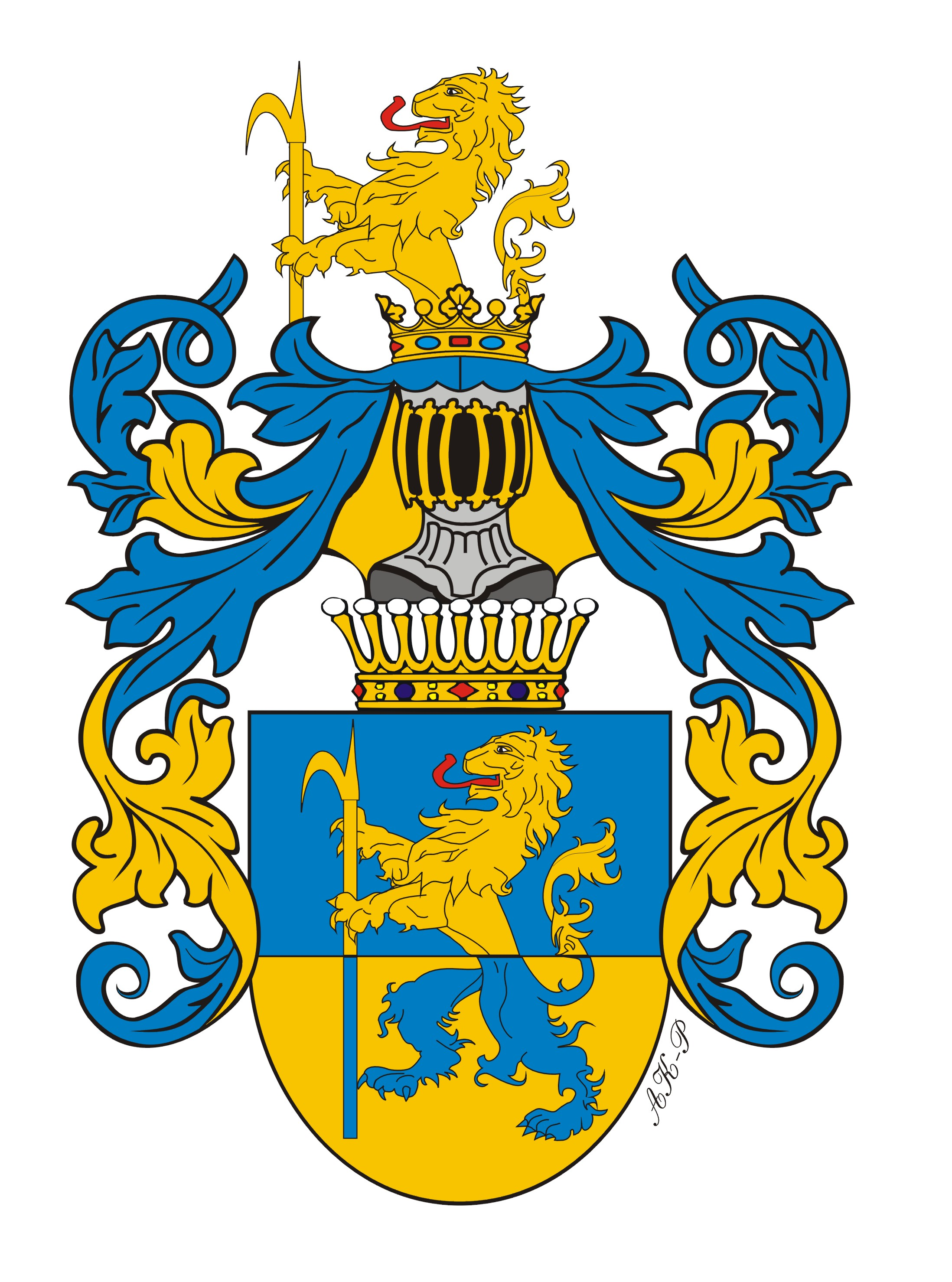
Stemma del 1829.

Di origine tedesche, nato in una famiglia di tradizioni militari, combatté per Napoleone in Austria, Italia, Germania e nella Guerra peninsulare. In seguito cambiò fronte e militò con i russi: riconoscendogli notevoli meriti, lo zar Nicola I di Russia lo nominò Ministro della Guerra della Polonia del Congresso e lo creò conte.
Nella rivolta del 1830, guidata da truppe insorte, l'obiettivo era il granduca Constantino, Governatore Generale della Polonia: il conte von Haucke lo difese permettendogli di fuggire, ma venne colpito a morte dai proiettili dei cadetti sulla strada di Varsavia davanti agli occhi di sua Sophie Lafontaine e dei suoi tre bambini; la moglie morì poco tempo dopo di dolore ed i loro figli furono posti sotto la tutela dello zar.
Il 28 ottobre 1851 sua figlia la Contessa Julia von Hauke, allora dama di compagnia dell'imperatrice Maria, sposò il principe Alessandro d'Assia, fratello dell'imperatrice. Elevata dal cognato il granduca Luigi III d'Assia a contessa di Battenberg e nel dicembre 1858 a principessa di Battenberg, fu la progenitrice dei Battenberg ed in seguito dei Mountbatten, della Casa Reale di Windsor e dell'attuale famiglia reale spagnola.